# Roberto Galia
Pour les articles homonymes, voir Galia.
Roberto Galia, né le 16 mars 1963, est un footballeur italien, qui évoluait au poste de défenseur à la Juventus et en équipe d'Italie. Il est aujourd'hui entraîneur.
Galia, surnommé durant sa carrière Il postino di Trapani ou encore Il cavallino siculo, n'a marqué aucun but lors de ses trois sélections avec l'équipe d'Italie en 1992.

## Carrière de joueur
- 1980-1983 : Calcio Côme
- 1983-1986 : UC Sampdoria
- 1986-1988 : Hellas Vérone
- 1988-1994 : Juventus
- 1994-1995 : Ascoli
- 1995-1997 : Calcio Côme [2]

## Carrière d'entraîneur
- avril-juin 2004 : Calcio Côme
- 2004-2006 : FC Chiasso
- Fév-Juin 2007 : US Pro Vercelli
- Déc 2007- : Turate

## Palmarès

### En équipe nationale
- 3 sélections et 0 but avec l'équipe d'Italie en 1992

### Avec la Sampdoria
- Vainqueur de la Coupe d'Italie en 1985

### Avec la Juventus
- Vainqueur de la Coupe UEFA en 1990 et 1993
- Vainqueur de la Coupe d'Italie en 1990